# Provincie v Irsku

Mapa rozdělení provincií – oranžový Ulster, zelený Leinster, žlutý Munster a fialový Connacht

Vlajky čtyř provincií – zleva seshora: Ulster, Munster, Connacht a Leister

Vlajka páté, již dříve zaniklé provincie Meath (později součást Leinsteru)

Irské provincie jsou tradičním členěním Irska, které pochází z raného středověku. Cúige, irské slovo pro provincii, doslova znamená „pětina“. Provincií bylo totiž původně pět, ale pátá z nich, Meath, byla časem začleněna do provincie Leinster. Později byl v Irsku zaveden systém hrabství, který je základem správního členění dodnes. Jména provincií se běžně užívají jako zeměpisná označení, ale v moderní době již provincie nejsou územně správními útvary.

## Mýtus
Rozdělení Irska na čtyři provincie se objevuje už v irské mytické tradici. Otázka páté provincie je však řešena dvěma způsoby. Podle prvního podání, obsaženého v Lebor Gabála Érenn rozdělili Irsko na pět provincí Fir Bolgové, vedení pěti bratry. V takovém dělení se Irsko sestává z Connachtu, Ulsteru, Leinsteru a dvou Munsterů, západního a východního. Podle této tradice je středem a centrem země vrch Uisnech. Podle druhého podání, v moderní době známějšího, je pátou provincií Meath „Střed“. Ten podle několika středověkých rukopisů vznikl když si král Túathal Techtmar přivlastnil část každé z původních provincií.
Existují také texty kde se obě podání objevují vedle sebe. Ve středověkém díle Osídlení Tary se vypráví o tom jak král Diarmait mac Cerbaill čelil šlechtické opozici proti rozšiřování své domény. Byl proto přivolán moudrý Fintan mac Bóchra, který vyprávěl o tom jak se v den Kristova ukřižování v Irsku objevil obří muž jménem Trefuilngid Treochair, který vládl východu a západu slunce. Ten si nechal přivést nejmoudřejší muže ze čtyř provincií do Tary, královského sídla. Zároveň daroval Fintanovi, který byl též přítomen, bobule, které ten zasadil a z nichž vyrostlo pět stromů: jasan, tis, dub a ještě další dva jasany. Další události se namísto Tary odehrávali v Uisnechu, zhruba sedmdesát kilometrů na západ. Na jeho vrcholu vztyčil Fintan kamenný pilíř s pěti hřbety, jedním pro každou část Irska. Provincie které takto vznikly jsou Connacht, Ulster, Leinster, západní Munster a východní Munster a jsou jim přiřknuty různé atributy. Zároveň ale také Fintan dosvědčil že je správné aby Tara a Uisnech, přirovnávané k dvěma ledvinám v lidském těle, získaly část ze všech irských provincií.
Keltisté Alwynn Reese a Brinley Reese přirovnávají pět provincií k pěti invazím skrze které bylo osídleno Irsko a zároveň ke společenským třídám a dalším fenoménům v duchu trojfunkční hypotézy. Meath odpovídá královskému úřadu, který všem funkcím vládne či je syntetizuje. Následuje Connacht spojovaný s Tuatha Dé Danann kteří v mýtech disponují kouzelnou mocí a měli by tak odpovídat první funkci spojované s posvátnem a magií, a pak Ulster osídlený Fir Bolgy a spojovaný s cyklem příběhů o válečníkovi Cú Chulainnovi, který by odpovídal funkci druhé reprezentujícím válku. V Leinsteru se pak odehrává Feniánský cyklus ve kterém vystupují obyčejní lidé a je kladen důraz na romanci, který by pak náležel k funkci třetí – plodnosti a bohatství.
Munster pak leží mimo tři funkce a reprezentuje třídu nevolníků a služebníků, která zahrnovala též hudebníky. Východní Munster je reprezentován Cessair a jejím lidem, který sídlil v Irsku již před potopou, přičemž Cessair často není k vůdcům invazí počítána, stejně jako často není východní Munster často počítán mezi provincie. Zároveň je někdy ze zbytku Irska vyčleňován i Munster jako celek, který je spojován se smrtí a ženskými postavami. Munster přitom ale má jako jediná z provincií vlastní obdobu Tary – Temair Luachra, je místem kde se vyloďovali různí dobyvatelé Irska a nese rysy ráje. Existence dvou pátých provincií může být chápána také tak že zatímco Meath reprezentuje střed, tak východní Munster je symbolicky provincií vnější.
	S indoevropskými funkci lze spojit také alternativní dělení Irska objevující se v podání o králi Connovi Cétchathachovi. Ten rozdělil zemi na dvě poloviny, Leath Cuinn „Connovu polovinu“, zahrnující Connacht a Ulster, a Leath Moga „Mughovu polovinu“, zahrnující Leinster a Munster. Connova část odpovídá první a druhé funkci, zatímco Mughova třetí. Objevuje se také motiv že myšlení je spojeno se západem, vůle se severem a cítění s jihem.
Symbolické vztahy mezi provinciemi lze shrnout následovně:
| Provincie        | Světová strana | Invaze               | Atribut        | Společenská třída | Funkce   |
| ---------------- | -------------- | -------------------- | -------------- | ----------------- | -------- |
| Meath            | Střed          | Milésiané            | Královský úřad | Králové           | /        |
| Connacht         | Západ          | Tuatha Dé Danann     | Učenost        | Kněží             | První    |
| Ulster           | Sever          | Fir Bolgové          | Bitva          | Válečníci         | Druhá    |
| Leinster         | Východ         | Nemeďané             | Blahobyt       | Rolníci           | Třetí    |
| Munster          | Jih            | Partholón a jeho lid | Hudba          | Nevolníci         | (Čtvrtá) |
| východní Munster | Vnější         | Cessair a její lid   | /              | domorodci         | /        |

## Provincie
Čtveřici provincií tvoří:
- Connacht (irsky Connachta)
- Leinster (Laighin)
- Munster (An Mhumhain)
- Ulster (Uladh)